# Station Winchelsea
Winchelsea is een spoorwegstation van National Rail in Winchelsea, Rother in Engeland. Het station is eigendom van Network Rail en wordt beheerd door Southern. Het station is geopend in 1851.